# NGC 2341
NGC 2341 je galaksija u zviježđu Blizancima.

## Vanjske poveznice
- SEDS: NGC 2341